# Bartholomaeus Pitiscus
Bartholomaeus Pitiscus (Grünberg in Schlesien, 24 de agosto de 1561 – Heidelberg, 2 de julho de 1613) foi um astrônomo, matemático e teólogo alemão do século XVI.
Criou o termo trigonometria. Foi um teólogo calvinista que atuou como pregador da corte na cidade então chamada Breslau, daí a sua imagem na praça da cidade.